# Торрес Мендес, Рамон

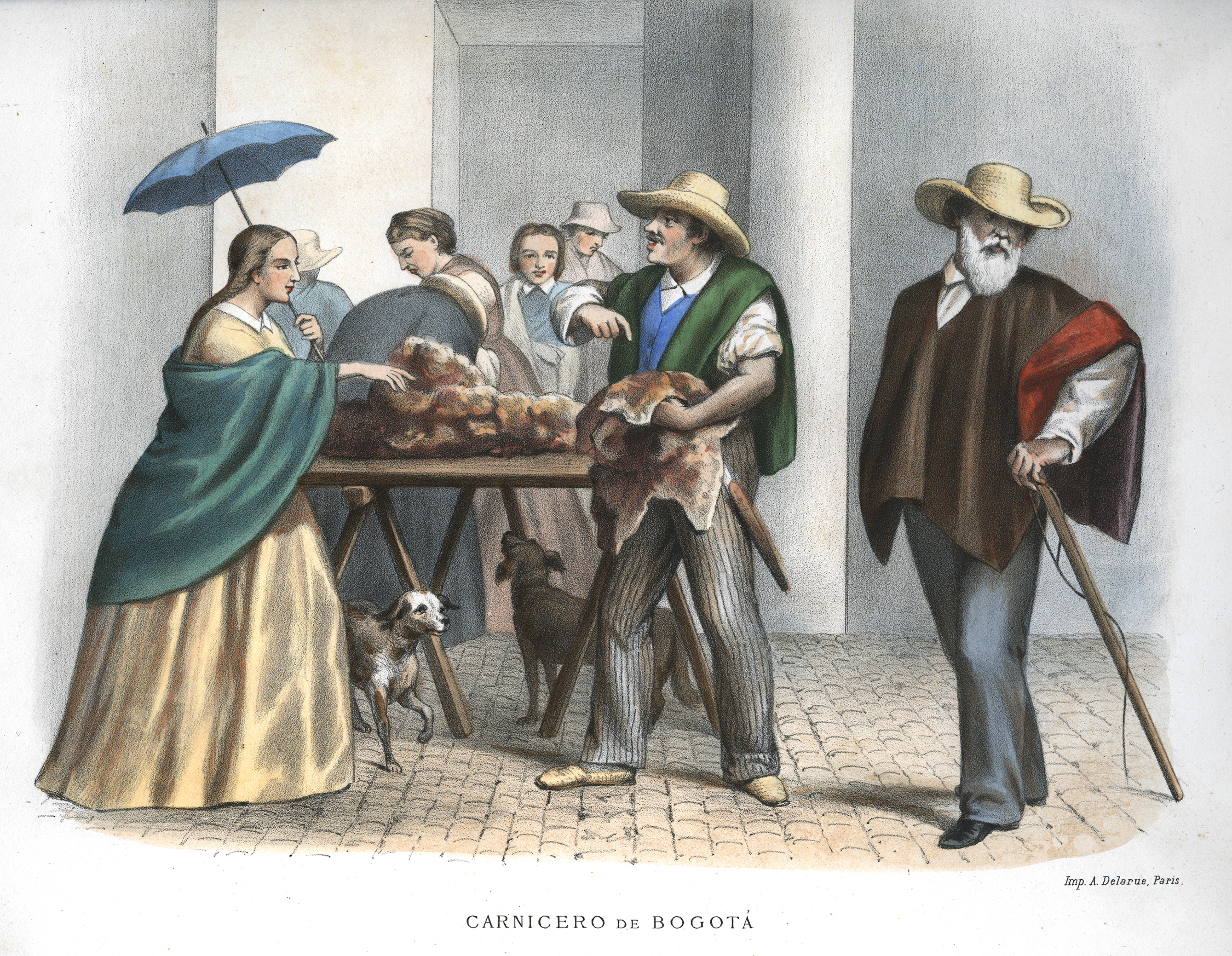
Рамон Торрес Мендес, «Мясник в Боготе», литография

Рамон Торрес Мендес (исп. Ramón Torres Méndez; 29 августа 1809 — 16 декабря 1885) — художник и график, один из самых известных костумбристов Колумбии XIX века, мастер миниатюрного портрета.
Наиболее известны его жанровые работы на которых представлены картины колумбийского быта, где с документальной точностью зафиксированы характерные типы простых людей того времени, их костюмы, занятия и времяпрепровождение (серия рисунков «Обычаи Новой Гранады», литографирована в 1851 году в Боготе).

## Биография
Родился в Боготе в 1809 году. Практически не получил образования, так как не смог окончить начальную школу из-за материальных проблем.
Художник-самоучка. Его первые работы были портретами из слоновой кости, оставшейся при изготовлении бильярдных шаров. В 1830 году записался добровольцем в армию и участвовал в войне с Венесуэлой, во время которой получил ранение.
В 1834 году основал мастерскую, где стал работать по заказам. Одной из работ того времени стал «Портрет неизвестной», находящийся в Национальном музее Колумбии.
В 1840 году женился на Марии Медине.
В 1844 году участвовал в выставке в Школе изящных искусств с картиной «Явление Христа Марии Магдалине», которая была удостоена премии. В 1861 году принял в художественной галерее[уточнить] более семидесяти картин колониальной эпохи, которые принадлежали монастырям и религиозным общинам, изгнанным из страны.
Умер в Боготе в 1885 году.